# Selaginella cataphracta
Espèce
Selaginella cataphracta  est une espèce de plantes de la famille des selaginellacées. Elle est endémique de l'île de La Réunion, département d'outre-mer français dans le sud-ouest de l'océan Indien.